# اکاپتلاهویا
اکاپتلاهویا (به اسپانیایی: Acapetlahuaya) در مکزیک است که در گررو واقع شده‌است.